# 宦官
宦官是古代被閹割後為貴族、皇族服務的男性官员。在中国也稱太監、公公、內臣、內官、內璫、內侍、內豎、寺人、閹人、閹璫、貂璫、璫官、中官、中涓、涓人及中貴人等。
宦官作為宫廷內侍見諸世界多個地區。古代東亞世界各国，包括中國、朝鮮、越南的皇室偏好任用宦官作為內侍。歐洲的古希臘、羅馬帝國與東羅馬帝國的宮廷中都有宦官，東羅馬法院裡甚至有大量的宦官職員，也有一些被重用當大官。埃及、波斯、印度，奥斯曼帝国等古文明都曾經有相同的做法。《新約聖經》中亦有向來自非洲埃塞俄比亞的宦官傳福音的記述。英文中宦官（eunuch）一字即由希臘文“守護床的人”轉變而成，可見宦官在本來都是為了保護後宮貞節、皇族血統而設。鄂圖曼土耳其人主要使用的是黑人宦官，名為諸女領班，也有白人宦官，但黑人人數多，勢力也較大。

## 東亞

### 古代中國
在中國，商朝時的甲骨文中曾出現字，其義與閹字相通，可見當時已有將人閹割；但未見有將他們作宫庭內侍的記述。
西周時開始有使用閹人的記載，《周禮》內有「宮者使守內，以其人道絕也」。當時的閹人被用來作「寺人」、「內豎」、「閽人」等職，但是人數不多且地位低下，只是負責雜役、傳令等工作，是家臣的一種。
隨著專政王權的發展，到了戰國、秦朝時，受宫刑的人大量增加，使用閹人的機構亦增多，閹人當政亦開始出現，正如舉薦藺相如的繆賢、指鹿為馬的趙高。
到了漢朝，侍候皇帝的人統一被叫作「宦者」或「宦官」。但早期宦官不一定都是阉人，在东汉之后才完全使用阉人做宦官。據說此名是出自拱衛在天帝星旁一個叫「宦者」的星座。東漢時，規定宦官全部要用閹人，大規模宦官當政亦在當時首次出現，東漢末年成為宦官與外戚之間彼此廝殺的舞台，被柏楊稱為「第一次宦官時代」。
唐代開始有所謂的“市舶宦官”，即“中人之市舶者”，專門負責管理東南沿海地區海外貿易，《資治通鑑》亦載：“唐置市舶使於廣州，以收商舶之利，時以宦者為之”。韋某是有史可考的第一位市舶宦官。之後，在唐代安史之亂後再次出現大規模宦官當權，被柏楊稱為「第二次宦官時代」。這是由於唐代安史之亂後期，宦官自殿中监李辅国開始掌握了軍權，“宝印符契，晨夕军号，一以委之”，日後宦官不但總領神策軍，而且還組建牙隊，最後形成專權，甚至有立廢皇儲之大權，唐文宗甚至稱自己不如周赧王和漢獻帝，宦官一直專政至唐朝滅亡。
宋朝建立後，基於唐朝滅亡的教訓，對宦官參政防範較嚴，宋太祖不許宦者“干預政事”，宦官到一定年資必須轉出外任，太祖以後的皇帝均遵照祖訓。故宋代雖有童貫、梁師成等禍國宦官，但宦官之權力並沒有凌駕於丞相之上的權勢。
在遼代時，「太監」為政府高級職位的名稱，並不一定由宦官擔任。
至明朝時，宮廷內設十二監二十四衙門，提領者被稱為掌印太監，下有「少監」、「中監」，由於太監職位常由宦官擔任，於是「太監」變成了高級宦官的稱謂，後來成了對宦官的統稱。雖然明太祖明令禁止宦官干政，但明成祖即位後開始重用宦官。明初交趾監軍馬騏激發交趾人起兵脫離中國獨立，明末時曾經有過宦官數萬人，據王世貞《龠山堂別集·中官考十》記載：「南海戶淨身男九百七十餘人復乞收入。」宦官遍佈政府各部門，以太監充任的特務分佈全國，尤其是天津、泉州、寧波、廣州等對外商船貿易海港港口必定派駐「稅監」太監，被柏楊稱為「第三次宦官時代」。但與東漢和中晚唐時期不同，皇帝通過任用宦官掌握政局，不像東漢和中晚唐時期皇帝被宦官控制。
崇禎帝即位後大殺宦官，結束宦官專政的局面。他多次怒斥宦官：「將我祖宗積蓄貯庫傳國異寶金銀等，明比盜竊一空。」宦官時代的結束，一定是王朝的覆亡。王夫之在《沿書引義·舜典四》中針對宦官議論：「宮刑施之，絕人生理，老無所養，死無與殯。無罪之鬼，無人除墓草而奠懷染。故宮者，均於大辟也。且宮刑之後，二氣時乖，肢體外痿，性情內琢。故閹瘸之子，豹聲陰鷙，安忍無親。且刑人並齒於天地之間，人道絕而發已凋、音已雌矣，何懼乎其不冒死而求逞於一朝？而又美其名曰，姑且憐其無用，引而置之官府之間，不知埋下禍根深矣。宦寺之惡，甚於士人，只因其無廉隅之借，子孫之慮耳，故憫不怕死，何況乎其以淫而在傍君主之側耳。」。又有由宦官组成的军队“淨軍”。
到清朝時，宦官統稱為「太監」。清朝對太監控制得十分嚴格，除了清末有一兩個受寵的太監小有勢力之外，宦官專權的情況完全沒有出現。
中華民國政府擬定的《清室優待條件》第六條規定宣統退位後「以前宮內所用各項執事人員，可照常留用，惟以後不得再招閹人。」民國初年袁世凱稱帝時，宣佈宮中永遠不用宦官，宮中僕役全部由女官擔任。滿洲國時期，滿洲國帝宮內仍有宦官，不過人數減少。且當時國民政府與滿洲國政府不相交通，亦不通郵電，因此有關那時太監的情況之所知資料與紀錄幾無留存。

### 古代朝鮮
朝鲜半岛模仿中国职官制度的同时，引入了宦官制度。朝鲜半岛有史可考的宦官历史可以追溯到9世纪初期的三国时代。
高麗王朝和朝鮮王朝時期，朝鮮半島將宦官稱為內侍。由于医疗技术水平未能达到标准，切断阴茎的死亡率很高，朝鲜半岛的宦官仅仅是切除睾丸。
朝鮮王朝時期的內侍由內侍府管轄，從最高職位從二品尚膳到從九品尚苑共有140名。內侍一般從小入宮接受閹割，於宮內的內班院接受教育，主要教材是輔佐中國帝王忠臣們事例的《大學演義》。要通過小宦考試才可以接受正式內侍訓練。
內侍居住於宮外，但必須讓國王隨傳隨到，他們多居於昌德宮前的鳳翼洞通往宗廟的路上。他們工作的內侍部在北部俊秀坊（今孝子洞附近）。在大韓帝國末期，內侍住處集中在鐘路區雲泥洞。
內侍的主要是管理王室飲食諸事，包括尚膳（監督國王飲食）、尚醞（管理廚房）、尚茶（管理茶飲）、尚藥（管理藥品）等職位。其次是掌管聖旨出納的承傳色。此外，內侍也負責管理宮廷鑰匙、清掃、燈火、宮女等業務，王室田地也由內侍管理。
掌管聖旨出納的承傳色往往擁有權力，而上報於承旨的國政懸案通過也要內侍傳至國王，一些內侍就壟斷有關信息以至訛傳，敗壞朝政。因此國王的兩個近臣承旨和的任用都要非常謹慎。內侍由於服侍於國王左右，地方長官大都為巡察的內侍設宴接風並贈送各種禮物。內侍與其他士大夫男子一樣，會娶妻納妾，但內侍無法生育，他們會領養孩子。《經國大典》允許內侍領養三歲以下沒有父親的孩子作養子，這些養子大多是在從小入宮接受內侍訓練的小內侍中挑選，也有些是選同鄉的小孩為養子。內侍死後，養子要負責祭祖。
1894年，朝鮮王朝實行甲午更張，廢止了宦官制度。

### 古代越南
越南接受汉字文化圈文化之后，继承了中国的宦官制度和阉割技术。與中国相同，越南的宦官将包括睾丸和阴茎在内的整个生殖器切除。
在李朝时期，宦官拥有非常特殊的地位，多被授予要职，如李朝名将李常杰就是宦官。在陈朝时期，越南于1383年、1384年和1385年数次向明朝进贡宦官。明朝灭越南之后，明成祖下令阉割了许多越南男童，送到南京当宦官，其中包括了后来出名的建筑工程师阮安和阮浪。
后黎朝时期，黎圣宗对包括中国在内的邻国外交上采取咄咄逼人的策略。他在位期间，越南与广东之间的贸易频繁。早期的文献记载，中国船只漂泊到越南后，越南人将中国人扣留。年轻的中国人被选出，阉割后送入宫中当宦官。据现代学者推测，这些被逮捕阉割的中国人并非因风漂泊到越南，而是介入了中越贸易。越南将他们處以宮刑是一种强制取缔的惩罚。根据《明实录》记载：1469年，满喇加向明朝派出的朝贡船队在回国途中遭到越南后黎朝的袭击。越南人将俘虏中年轻者阉割并充为宦官。
在阮朝年间，朝廷禁止百姓自宫，只准许上层阶级的成年男性接受阉割。大部分宦官的生殖器官先天性畸形。朝廷允许这些先天性生殖器畸形的男孩前往官府报到，作为回报，该镇的苦力被免除。这些男孩年龄到达十岁时，可以选择作为宦官官员或者后宫的宦官。这项法律在1838年出台施行。在法属印度支那时期，法国殖民者常常利用宦官来贬低越南人的形象。20世纪之后，越南的宦官才开始消失。

### 古代日本
日本在弥生时代至古坟时代的时候可能也存在过宦官制度。

## 東南亞、南亞

### 古代泰國
在古代暹罗（即今日的泰国），宫廷曾使用来自乌木海岸的印度回教徒（穆斯林）作为宫中的宦官。暹罗曾经邀请来自中国的宦官使者来到宫中，教授宦官宫廷礼仪。

### 古代緬甸
古代缅甸的宫廷中，也使用过宦官。英国人亨利·玉尔在出使缅甸时，曾在贡榜王朝的宫廷中看见许多回教徒宦官。这些回教宦官来自若开邦。

### 古代印度
在回教统治印度时期，广泛地使用宦官来服侍女性皇室成员、充当后宫侍卫或者贵族的性伴侣。有些宦官获得了很高的社会地位，例如德里苏丹国的将军马利克·卡富尔就是一个例子。
古印度典籍《欲经》记载，“第三性”（triteeyaprakrti）既能穿着男性衣服，又能穿女性衣服，与男人进行阴茎口交。这个词汇往往被西方人翻译成“宦官”，然而今日的人多认为“第三性”指的是海吉拉。

## 穆斯林世界
实行一夫多妻制的穆斯林世界，在历史上曾受到遠東的影响而使用宦官。特别是奥斯曼帝国让切除生殖器的黑人男性在后宫中服侍，領班宦官銜稱吉茲拉阿迦。这些人往往暗中掌握了政治实权。
《古兰经》禁止穆斯林阉割，为回避这一教义，奥斯曼帝国的宦官原则上使用異教外国人，一般采用黑人和白人。这些宦官多数来源于战俘、奴隸，或者人口贩卖。卡扎尔王朝的建立者阿迦·穆罕默德汗，在幼年时期曾被俘虏并阉割，后来逃脱并纠集自己的势力，建立卡扎尔王朝，成为宦官开创王朝的一例。
穆斯林国家宦官的阉割方法分为两种，一种是完全切除生殖器，另一种是仅切除两侧睾丸、保留阴茎。

## 非洲
非洲国家也存在使用宦官作为士兵的例子。例如，古代摩西人就曾用切除阴茎的人来组建宦官军队。

### 古代埃及
在亚述和埃及法老的宫廷中（一直到托勒密王朝末代埃及艳后的宫中）宦官很常见。在波斯的阿珈门迪时期还确立了牢固的宦官政权。其中一个叫巴戈阿斯的宦官还当了阿塔薛西斯三世和四世的维齐尔，权倾朝野，后来被大流士三世处决。

## 歐洲
歐洲的古希臘、羅馬帝國與拜占庭帝國的宮廷中都有宦官，拜占庭法院裡甚至有大量的宦官職員，也有一些被重用當大官。

## 著名宦官

### 古代中國
- 豎刁：春秋時齊國宦官。为表对齊桓公的忠心而自行阉割，齊桓公也因此事而不聽管仲遺言，親信易牙、豎刁。桓公病危時豎刁作亂，桓公衣袖蒙臉，氣絶而死。之後桓公五位公子為繼位而明爭暗鬥，無人替桓公收屍。
- 嫪毐：戰國時期秦國的假宦官，與太后趙姬通姦，後被秦始皇車裂。
- 趙高：秦朝時宦官，第一位宦官宰相，秦始皇死後專權獨斷，被秦王子嬰所殺。
- 司马迁：汉朝汉武帝时宦官，原为汉太史令，后因李陵案下狱，受宫刑，后授中书令（西漢時期歸屬於內廷宦官機構），发奋纂写史书。完成中国第一部纪传体通史《史记》，后世称之为太史公书。
- 鄭季產：與漢和帝合謀，計殺竇憲，後頗得權柄。
- 侯覽：與漢桓帝、單超打擊外戚梁冀勢力的鬥爭，朝廷檢舉侯覽的罪行，侯覽因此畏罪自殺。
- 蔡伦：東漢時宦官，相傳是紙的發明人。由於政爭，陷害漢安帝的祖母，後被迫自殺。
- 曹腾：東漢宦官，宦官中唯一有帝號者，收養了曹操的父親曹嵩（由曹睿追封）。
- 张让：東漢十常侍之首，殺死了大將軍何進。在袁紹入宮捕殺宦官時，跳黃河自盡。
- 黄皓：三國時蜀漢宦官，頗受劉禪寵信，因而荒廢政事，但在劉禪投降魏國後不知所終。
- 高力士：唐玄宗寵臣，傳說李白醉酒後要“力士脫靴”（多为传说）。力士權勢雖大，但頗為忠義，多次参与平息皇室内乱，且敢于直言劝谏，玄宗死後即絕食而死。
- 李辅国：唐肅宗當權的宦官，拥立唐代宗有功，後因驕橫，被唐代宗派人殺死。
- 楊良瑤：唐肅宗後的內養宦官，歷四朝，曾出使黑衣大食。
- 魚朝恩：唐朝時以監軍出身的宦官，頗有才氣，能講授《五經》，亦能佛法。後因專權，被唐代宗賜死。
- 仇士良：唐朝专权宦官，神策军中尉，在甘露之变中果断劫持唐文宗，致使李训、郑注等为首的朝臣集团图谋剿灭宦官干政势力的努力失败，从此唐朝中央政府彻底被宦官集团控制。仇士良後被唐武宗逼退，幽悶以死。
- 王繼恩：北宋初年宦官，宋太祖內侍，太祖崩殂后召晉王趙光義入宮，後者即位，是為宋太宗，后率軍帶兵平定李順之亂。太宗崩殂后，與參知政事李昌齡勾結，慾廢太子，改立元佐為帝，被呂端識破，真宗即位后幽禁。
- 秦翰：北宋初年宦官，宋太宗和宋真宗兩朝抗遼名將。
- 童貫：北宋宦官，與權相蔡京勾結，在小說《水滸傳》亦有描述。力主宋、金協力攻遼，後被宋欽宗賜死。
- 鄭和：明朝成祖三寶太監，航海探險家。
- 王振：明朝第一位當權宦官，引致土木之變，明英宗被俘。王振則被護衛將軍樊忠所殺。
- 曹吉祥：使明英宗重新復位的宦官
- 汪直：繼王振之後明朝第二位當權宦官，曾经统领西厂，与万贵妃垄断朝政。
- 劉瑾：明朝時當權宦官，貪污甚鉅，後被明武宗凌遲處死。
- 張永，明武宗時的大宦官，告發劉瑾罪狀，於是劉瑾凌遲。王陽明被江彬誣陷時，曾經進言力救。
- 冯保：明朝宦官之一，權傾一時，與大臣張居正合作，後為明神宗所罷。
- 魏忠賢：明熹宗時宦官，頗得寵信，把持朝政，殺害了許多東林黨人，後被崇祯帝罷免而畏罪自殺。
- 王承恩：崇祯帝時宦官，自崇祯帝年幼時即隨侍不離，並擁戴其即位，掌握輔佐大權，對抗復社黨人，後與崇祯帝一同自殺。
- 安德海：清朝慈禧太后的寵臣。後出北京，在山東辦貨，被山東巡撫丁寶楨以祖訓逮捕，處斬。
- 董海川：河北文安縣人，宦官，清朝武術家，八卦掌始創者。
- 劉進保：清末太極拳家，楊氏太極拳始創者楊露禪的弟子，禮王府太監，晚年授拳於弟子張正學。
- 李連英：俗作「李蓮英」。服事慈禧太后，為繼安德海後另一位當權太監，1911年卒，年六十四。
- 小德张：中国最后一位掌权太监。1957年病逝，年八十一。
- 寇连材：為慈禧太后梳頭房太監。光緒二十二年（1896年）二月初十，太后沒有起床，他就哭諫：「國危至此，老佛爺即不為祖宗天下計，獨不自為計乎？何忍更縱遊樂生內變也。」被太后喝斥出去。他上折十條死諫。太后將他囚禁在內務府慎刑司，次年下令移交刑部。二月廿六，在北京菜市口被處斬。梁启超曾經給他專門立傳。
- 孫耀庭：中國最後一名太監，曾服侍清遜帝溥儀，于1996年去世。

### 朝鮮半島
- 金敦中：高麗王朝時期的一名內侍。
- 金處善：朝鮮王朝文宗至燕山君時期的內侍宦官，後因酒醉對燕山君失言失態（實為直言進諫），遭戮刑。同年，金處善家產充公，朝內與處善同名者均奉旨更名，另「名及大小文書，禁用處字。」[40]

### 越南
- 杜釋：丁朝宦官，欲篡奪皇位，殺死皇帝丁部領及皇太子丁璉。
- 李常傑：李朝前期宦官，曾參與對宋朝和占城的戰爭。
- 阮安：安南人，1407年明朝滅胡朝時被擄到中國成為宦官，後參與北京城的設計。
- 黃五福：後黎朝末期鄭主麾下的宦官，曾參與討伐阮有求、阮名芳起義軍，後又攻破廣南阮主的都城富春（今順化）。
- 黎文悅：阮朝初期宦官，曾輔佐阮福映奪取皇位。（並非真正意義上的宦官，而是雙性人）